# La macchina dell'eternità
La macchina dell'eternità (They'd Rather Be Right) è un romanzo fantascientifico degli scrittori statunitensi Mark Clifton e Frank Riley, pubblicato per la prima volta nel 1954.
L'opera, nel 1955, ha vinto il Premio Hugo per il miglior romanzo.

## Storia editoriale
They'd Rather Be Right fu inizialmente pubblicato in quattro puntate dall'agosto al novembre del 1954 sulla rivista Astounding Science Fiction; nel 1957 l'opera fu pubblicata in un volume. Nel 1958 uscì in libreria una nuova edizione del romanzo, con il titolo The Forever Machine. Nel 1981 l'opera fu rieditata con il suo titolo e nella sua versione originali.
They'd Rather Be Right è il seguito del racconto Crazy Joey scritto da Mark Clifton e Alex Apostolides, pubblicato nell'agosto 1953 sulla rivista Astounding Science Fiction e del successivo racconto Hide! Hide! Witch! sempre di Mark Clifton e Alex Apostolides, pubblicato nel dicembre 1953, su Astounding Science Fiction.
Nel 1955 il romanzo si è aggiudicato il Premio Hugo per il miglior romanzo.

## Edizioni
- (EN) Mark Clifton e Frank Riley, The Forever Machine 1/4, in Astounding Science Fiction, Vol 53, n. 6, New York, Street & Smith Publications, Inc., agosto 1954.
- (EN) Mark Clifton e Frank Riley, The Forever Machine 2/4, in Astounding Science Fiction, Vol 54, n. 1, New York, Street & Smith Publications, Inc., settembre 1954.
- (EN) Mark Clifton e Frank Riley, The Forever Machine 3/4, in Astounding Science Fiction, Vol 54, n. 2, New York, Street & Smith Publications, Inc., ottobre 1954.
- (EN) Mark Clifton e Frank Riley, The Forever Machine 4/4, in Astounding Science Fiction, Vol 54, n. 3, New York, Street & Smith Publications, Inc., novembre 1954.
- (EN) Mark Clifton e Frank Riley, They'd Rather Be Right, New York, Gnome Press, 1957.
- (EN) Mark Clifton e Frank Riley, The Forever Machine, New York, Galaxy Publishing Corp, 1958.
- (DE) Mark Clifton e Frank Riley, Computer der Unsterblichkeit, traduzione di Walter Brumm, Terra Taschenbuch, 119), Moewig, 1967,  p. 157.
- Mark Clifton e Frank Riley, La macchina dell'eternità, traduzione di Gabriele Tamburini, Galassia, n. 149, Piacenza, La Tribuna, 1971,  p. 178.
- Mark Clifton e Frank Riley, La macchina dell'eternità, traduzione di Gabriele Tamburini, Cosmo Oro, n. 88, Milano, Editrice Nord, 1988.
- (EN) Mark Clifton e Frank Riley, They'd Rather Be Right, Norfolk, The Donning Company, 1981.